# Moreno Argentin
Moreno Argentin (San Donà di Piave, 17 december 1960) is een Italiaans voormalig wielrenner. Hij was profwielrenner van 1981 tot en met 1994. 

## Carrière
Tijdens zijn carrière bouwde hij een indrukwekkende erelijst op. Zo won hij een behoorlijk aantal etappes in grote rittenkoersen zoals de Tour de France, de Giro d'Italia, de Tirreno-Adriatico en de Ronde van Zwitserland.
Daarnaast won hij vier keer Luik-Bastenaken-Luik, drie keer de Waalse Pijl, één keer de Ronde van Vlaanderen en één keer de Ronde van Lombardije. Ook werd hij twee keer nationaal kampioen van zijn land en een keer wereldkampioen. 
Nadat hij in Milaan-San Remo 1992 van Seán Kelly verloor, werd hij, ondanks zijn zege in de Waalse Pijl van 1994, waar hij met twee ploegmaats (Jevgeni Berzin en Giorgio Furlan) voorop reed, nooit meer de oude.

## Belangrijkste overwinningen
1980
- Italiaans kampioen Baan, Ploegenachtervolging, Amateurs
- Italiaans kampioen op de weg, Militairen

1981
- 8e etappe Giro d'Italia
- 12e etappe Giro d'Italia
- GP Industria & Commercio di Prato

1982
- 8e etappe Giro d'Italia
- 3e etappe Ronde van Zwitserland
- Trofeo Matteotti
- Ronde van Romagna

1983
- 7e etappe Giro d'Italia
- 21e etappe Giro d'Italia
- GP Città di Camaiore
- Italiaans kampioenschap op de weg, Elite
- 2e etappe Tirreno-Adriatico
- 3e etappe Tirreno-Adriatico

1984
- 3e etappe Giro d'Italia
- 5e etappe Giro d'Italia

1985
- Luik-Bastenaken-Luik
- Ronde van Denemarken
- 1e etappe Tirreno-Adriatico
- Proloog Ronde van Romandië

1986
- Luik-Bastenaken-Luik
- Wereldkampioenschap op de weg

1987
- Ronde van Lombardije
- Luik-Bastenaken-Luik
- 2e etappe Giro d'Italia
- 4e etappe Giro d'Italia
- 7e etappe Giro d'Italia
- 2e etappe Tirreno-Adriatico
- 4e etappe Tirreno-Adriatico
- 1e etappe Vuelta a Andalucia (Ruta del Sol)

1988
- 1e etappe Critérium International
- Ronde van Reggio Calabria

1989
- Italiaans kampioenschap op de weg, Elite

1990
- Ronde van Vlaanderen
- Waalse Pijl
- 3e etappe Tour de France
- 9e etappe Ronde van Zwitserland

1991
- Luik-Bastenaken-Luik
- Waalse Pijl
- 2e etappe Tour de France (Ploegentijdrit)
- 15e etappe Tour de France

1992
- 5e etappe Tirreno-Adriatico
- 6e etappe Tirreno-Adriatico
- 7e etappe Tirreno-Adriatico

1993
- 1e etappe deel a Giro d'Italia
- 13e etappe Giro d'Italia

1994
- Waalse Pijl
- 2e etappe Giro d'Italia

## Resultaten in voornaamste wedstrijden
| Jaar | Ronde van Italië | Ronde van Frankrijk | Ronde van Spanje |
| ---- | ---------------- | ------------------- | ---------------- |
| 1981 | 43e (2)          |                     |                  |
| 1982 | 38e (1)          |                     |                  |
| 1983 | 45e (2)          |                     |                  |
| 1984 | ↑ (2)            |                     |                  |
| 1985 | opgave           |                     |                  |
| 1986 |                  |                     |                  |
| 1987 | 31e (3)          |                     | opgave           |
| 1988 |                  |                     |                  |
| 1989 | 15e              |                     |                  |
| 1990 |                  | opgave (1)          |                  |
| 1991 |                  | 59e (1)             |                  |
| 1992 |                  | opgave              |                  |
| 1993 | 6e (2)           |                     |                  |
| 1994 | 14e (1)          |                     |                  |

| Jaar | Milaan-San Remo | Ronde van Vlaanderen | Amstel Gold Race | Luik-Bast.‑Luik | Ronde van Lombardije | Waalse Pijl | Parijs-Tours |  | WK op de weg |  | Wereldranglijsten |
| ---- | --------------- | -------------------- | ---------------- | --------------- | -------------------- | ----------- | ------------ |  | ------------ |  | ----------------- |
| 1981 |                 |                      |                  |                 | ↑                    |             |              |  |              |  |                   |
| 1982 | ↑               |                      |                  | 39e             |                      |             |              |  | 47e          |  |                   |
| 1983 | 28e             |                      |                  |                 | 21e                  |             | 25e          |  | 42e          |  |                   |
| 1984 | 17e             |                      |                  |                 |                      |             |              |  | 17e          |  |                   |
| 1985 | 26e             |                      |                  | ↑               | 30e                  | ↑           | ↑            |  | ↑            |  | 5e (SPP)          |
| 1986 |                 |                      |                  | ↑               |                      |             |              |  | ↑            |  | 12e (SPP)         |
| 1987 |                 | 15e                  |                  | ↑               | ↑                    | 10e         | 7e           |  | ↑            |  | 8e (SPP)          |
| 1988 |                 | 66e                  |                  | 12e             |                      | ↑           |              |  | 22e          |  |                   |
| 1989 | 41e             |                      |                  |                 |                      |             |              |  |              |  |                   |
| 1990 | 4e              | ↑                    | 17e              | 6e              |                      | ↑           |              |  |              |  | 12e (UWB)         |
| 1991 |                 | 53e                  | 82e              | Goud            |                      | ↑           |              |  |              |  | 19e (UWB)         |
| 1992 | ↑               |                      |                  |                 |                      | 9e          |              |  |              |  |                   |
| 1993 |                 | 42e                  |                  | 5e              |                      | 37e         |              |  |              |  |                   |
| 1994 |                 |                      |                  | 18e             |                      | ↑           |              |  |              |  |                   |

## Overwinningen
| Seizoen | Klassiekers                                | Rittenkoersen | Grote Rondes | Kampioenschappen | Eendaagse wedstrijden | Zesdaagses         | Ritten | Totaal aantal zeges |
| ------- | ------------------------------------------ | ------------- | ------------ | ---------------- | --------------------- | ------------------ | ------ | ------------------- |
| 1981    |                                            |               |              |                  |                       |                    |        |                     |
| 1982    |                                            |               |              |                  |                       |                    |        |                     |
| 1983    |                                            |               |              |                  |                       |                    |        |                     |
| 1984    |                                            |               |              |                  |                       |                    |        |                     |
| 1985    | Luik-Bastenaken-Luik                       |               |              |                  |                       |                    |        |                     |
| 1986    | Luik-Bastenaken-Luik                       |               |              | WK               |                       |                    |        |                     |
| 1987    | Luik-Bastenaken-Luik, Ronde van Lombardije |               |              |                  |                       | Bassano del Grappa |        |                     |
| 1988    |                                            |               |              |                  |                       |                    |        |                     |
| 1989    |                                            |               |              |                  |                       |                    |        |                     |
| 1990    | Ronde van Vlaanderen, Waalse Pijl          |               |              |                  |                       |                    |        |                     |
| 1991    | Luik-Bastenaken-Luik, Waalse Pijl          |               |              |                  |                       |                    |        |                     |
| 1992    |                                            |               |              |                  |                       |                    |        |                     |
| 1993    |                                            |               |              |                  |                       |                    |        |                     |
| 1994    | Waalse Pijl                                |               |              |                  |                       |                    |        |                     |

| Voorganger: Joop Zoetemelk | Wereldkampioen wielrennen 1986 Colorado Springs | Opvolger: Stephen Roche |